# Edward Egan
Edward Michael Egan (ur. 2 kwietnia 1932 w Oak Park, zm. 5 marca 2015 w Nowym Jorku) – amerykański duchowny katolicki, emerytowany arcybiskup Nowego Jorku, kardynał.

## Życiorys
Studiował w seminarium w Mundelein (Illinois), przyjął święcenia kapłańskie 15 grudnia 1957 w Rzymie. Kontynuował naukę w Rzymie, na Papieskim Uniwersytecie Gregoriańskim obronił licencjat z teologii i doktorat z prawa kanonicznego. W latach 1958–1960 pracował jako wikary parafii katedralnej Świętego Imienia w Chicago oraz był sekretarzem arcybiskupa Chicago kardynała Alberta Meyera. Lata 1960-1963 spędził ponownie w Rzymie, gdzie obok studiów doktoranckich był wicerektorem Papieskiego Kolegium Północnoamerykańskiego. Po powrocie do Chicago był sekretarzem kolejnego arcybiskupa kardynała Johna Cody’ego i wicekanclerzem archidiecezji. Powrócił do Rzymu w 1972 na stanowisko audytora przy Trybunale Roty Rzymskiej; wykładał równocześnie w Studio Rotale i na Papieskim Uniwersytecie Gregoriańskim.
1 kwietnia 1985 został mianowany biskupem pomocniczym Nowego Jorku, z biskupią stolicą tytularną Allegheny; sakry udzielił mu 22 maja 1985 w Rzymie kardynał Bernardin Gantin (prefekt watykańskiej Kongregacji Biskupów). W listopadzie 1988 Egan przeszedł na samodzielną stolicę biskupią Bridgeport (Connecticut). 11 maja 2000 został arcybiskupem Nowego Jorku, zastąpił zmarłego kardynała Johna O’Connora.
21 lutego 2001 Jan Paweł II wyniósł go do godności kardynalskiej, nadając tytuł prezbiterski Ss. Ioannis et Pauli. Od marca 2001 brał udział w pracach Rady Kardynalskiej ds. badania Ekonomicznych i Organizacyjnych Problemów Stolicy Świętej, a jesienią 2001 pełnił funkcję relatora generalnego X sesji zwykłej Światowego Synodu Biskupów w Watykanie.
Brał udział w konklawe 2005, które wybrało papieża Benedykta XVI.
23 lutego 2009 przeszedł na emeryturę. Jego następcą na metropolii Nowy Jork został dotychczasowy arcybiskup Milwaukee Timothy Dolan.
2 kwietnia 2012 w związku z osiemdziesiątymi urodzinami stracił prawo do udziału w przyszłych konklawe. Zmarł 5 marca 2015 roku w nowojorskim Langone Medical Center.